# Stadels (Oberreute)
Stadels (westallgäuerisch: Schdadəls) ist ein Gemeindeteil der Gemeinde Oberreute im bayerisch-schwäbischen Landkreis Lindau (Bodensee).

## Geographie
Das Dorf liegt circa 0,4 Kilometer südlich des Hauptorts Oberreute und zählt zur Region Westallgäu.

## Geschichte
Stadels wurde erstmals im Jahr 1246 als „Stadiln“ erwähnt. Der Ortsname stammt vom mittelhochdeutschen Wort stadel für Stadel bzw. Scheune ab. 1770 fand die Vereinödung in Stadels mit 18 Teilnehmern statt. Vor dem Bau der Pfarrkirche St. Martin im Jahr 1797 kam es zum Streit zwischen den Bewohnern der damals gleich großen Orte Stadels und Oberreute, in welchem Ort die Pfarrkirche gebaut werden solle. Schlussendlich wurde sie am Ortsrand Oberreute in Richtung Stadels errichtet.

### Gericht Stadels
Die Grafen von Montfort gründeten nach dem Jahr 1100 die Vogtei Stadels, zu der Simmerberg, Oberreute, Scheffau, Ellhofen, Heimenkirch, Opfenbach und Niederstaufen gehörten. Das Gericht Stadels wurde später zum Gericht Simmerberg und ging im Jahr 1806 im Landgericht Weiler auf.